# 会所町 (名古屋市)
会所町（かいしょちょう）は、愛知県名古屋市北区の地名。丁目はない。住居表示未実施。

## 地理
北区の北西部に位置する。北は名古屋市に隣接する豊山町で、南は大我麻町、西は喜惣治、東は新沼町と接する。

## 歴史

### 由来
楠町大字大蒲新田の字会所東より採られた。字の会所東自体は、村の集会所（会所）の東方にあったことから名付けられたものである。

### 沿革
- 1972年（昭和47年） - 北区楠町大字大蒲新田の一部より成立。

## 世帯数と人口
2022年（令和4年）1月1日現在の世帯数と人口は以下の通りである。
| 町丁   | 世帯数  | 人口  |
| ------ | ------- | ----- |
| 会所町 | 470世帯 | 872人 |

### 人口の変遷
国勢調査による人口の推移
| 2000年（平成12年） | 818人 | [ WEB 6 ]  |  |
| 2005年（平成17年） | 883人 | [ WEB 7 ]  |  |
| 2010年（平成22年） | 837人 | [ WEB 8 ]  |  |
| 2015年（平成27年） | 889人 | [ WEB 9 ]  |  |
| 2020年（令和2年）  | 903人 | [ WEB 10 ] |  |

## 学区
市立小・中学校に通う場合、学校等は以下の通りとなる。また、公立高等学校に通う場合の学区は以下の通りとなる。
| 番・番地等 | 小学校               | 中学校             | 高等学校 |
| ---------- | -------------------- | ------------------ | -------- |
| 全域       | 名古屋市立楠西小学校 | 名古屋市立楠中学校 | 尾張学区 |

## 交通

### バス
- 名古屋市営バス（名古屋市交通局）
  - 楠西小学校東停留所 黒川11系統（北部市場行）[WEB 13]

### 道路
- 国道41号（空港線）

## 施設
- 名古屋市立楠西幼稚園
- 特別養護老人ホーム楠清里苑
- 名古屋市立楠西小学校
- 大我麻神社
- 会所公園

1971年（昭和46年）12月20日供用開始。名古屋市楠西小学校に隣接して整備された学校公園である。

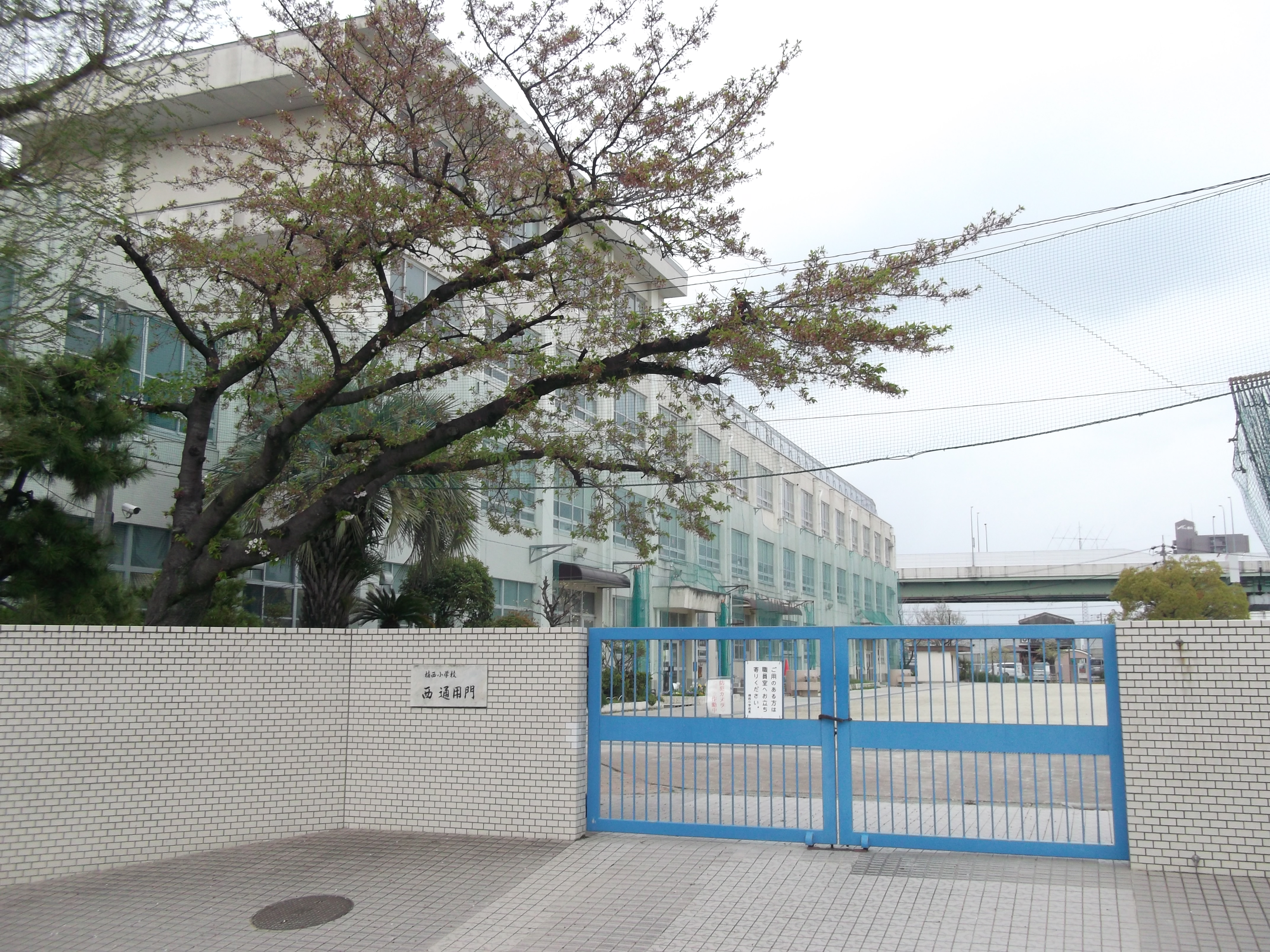
名古屋市立楠西小学校（2015年4月）
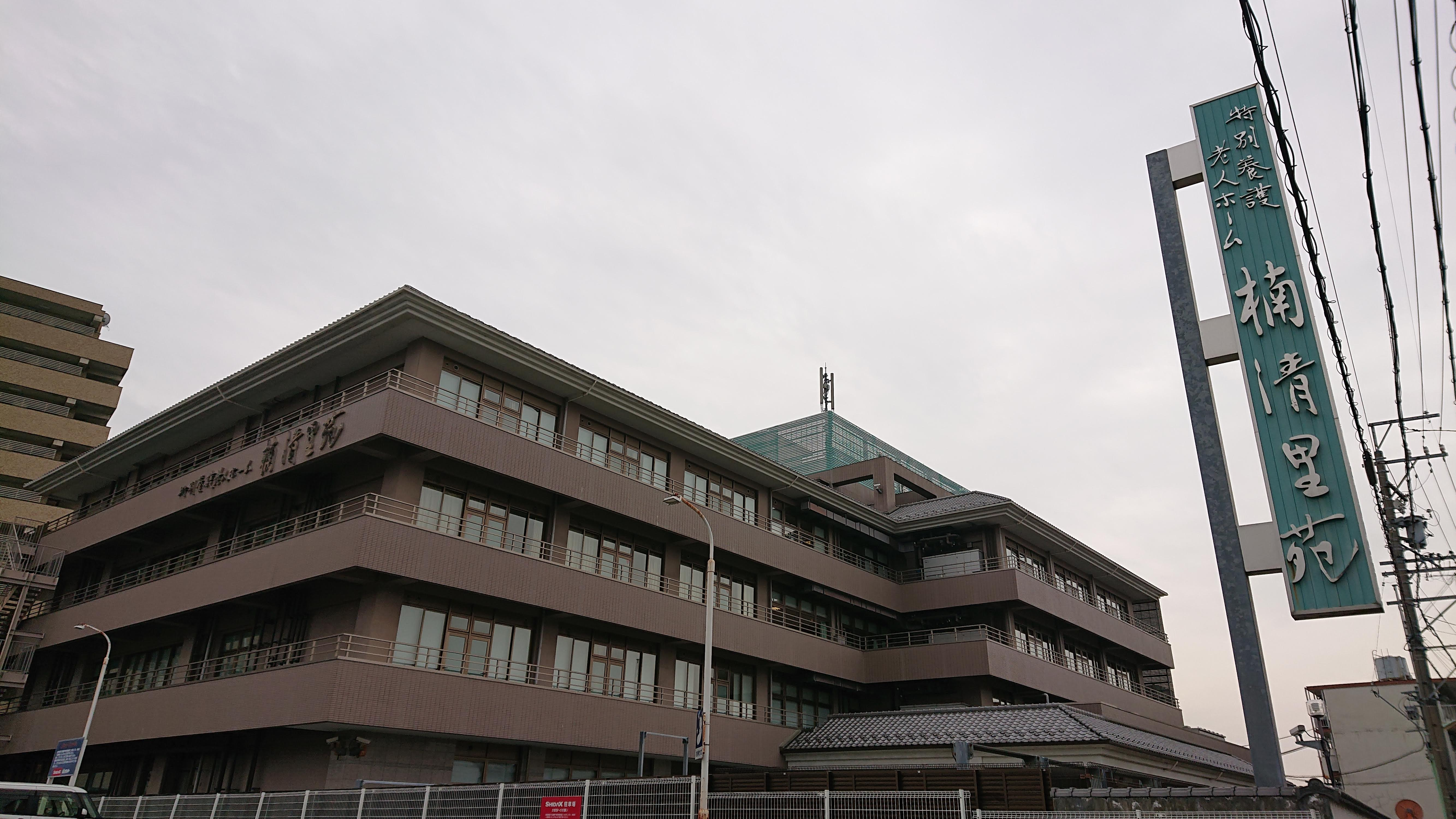
楠清里苑（2019年3月）
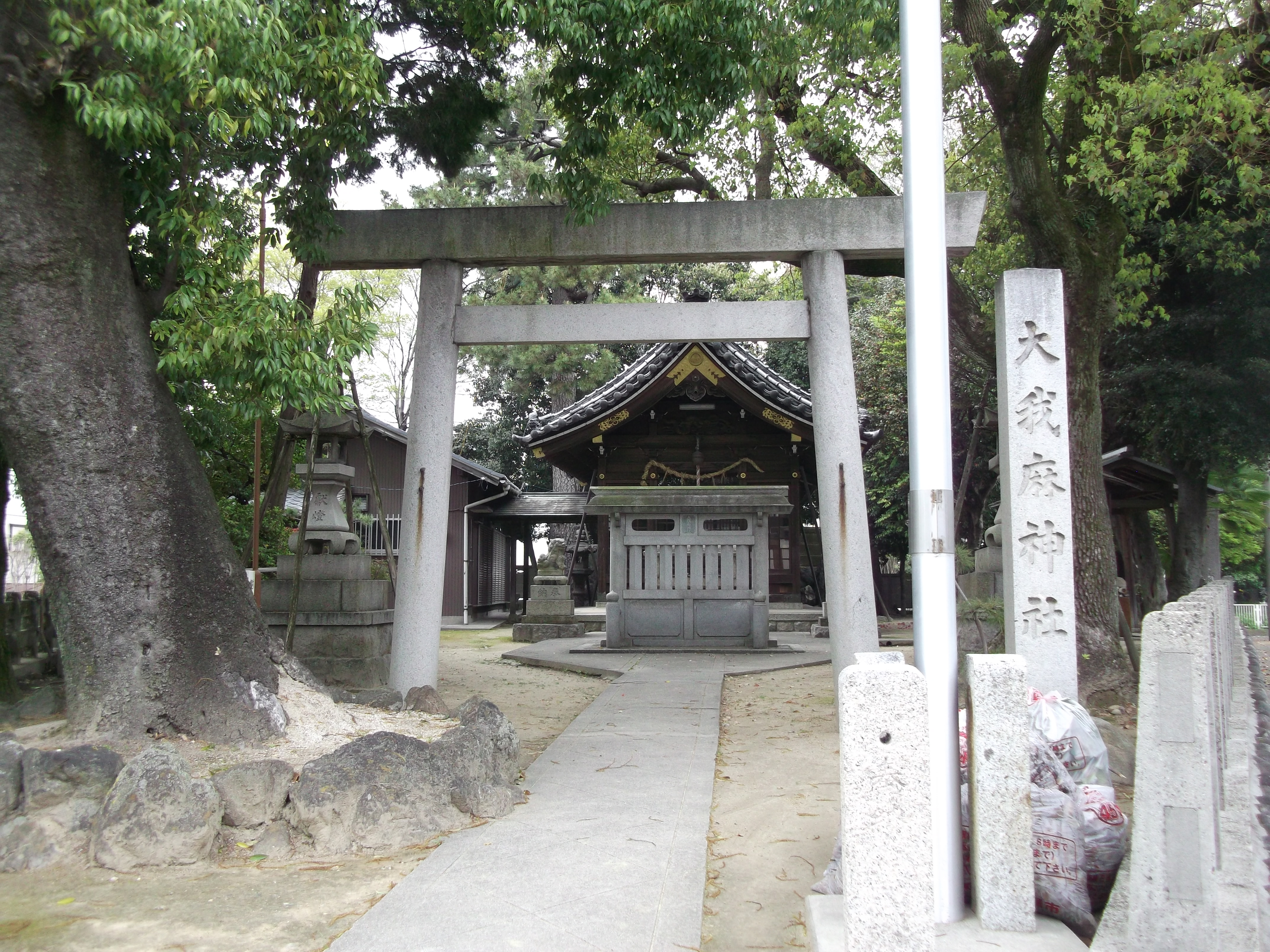
大我麻神社（2015年4月）

## その他

### 日本郵便
- 郵便番号 : 462-0061[WEB 3]（集配局：名古屋北郵便局[WEB 15]）。

### WEB
1. ↑  “愛知県名古屋市北区の町丁・字一覧”.   人口統計ラボ. 2017年10月7日閲覧。
2. 1 2  “町・丁目(大字)別、年齢(10歳階級)別公簿人口(全市・区別)”.   名古屋市. 2022年3月31日閲覧。
3. 1 2  “郵便番号”.  日本郵便. 2019年1月6日閲覧。
4. ↑  “市外局番の一覧”.   総務省. 2019年1月6日閲覧。
5. ↑  名古屋市役所市民経済局地域振興部住民課町名表示係 (2015年10月21日). “北区の町名一覧”.   名古屋市. 2017年10月7日閲覧。
6. ↑  名古屋市役所総務局企画部統計課統計係 (2005年7月1日). “（刊行物）名古屋の町(大字)・丁目別人口 (平成12年国勢調査) 北区” (xls). 2017年10月8日閲覧。
7. ↑  名古屋市役所総務局企画部統計課統計係 (2007年6月29日). “平成17年国勢調査　名古屋の町(大字)別・年齢別人口 北区” (xls). 2017年10月8日閲覧。
8. ↑  名古屋市役所総務局企画部統計課統計係 (2012年6月29日). “平成22年国勢調査　名古屋の町(大字)別・年齢別人口 北区” (xls). 2017年10月8日閲覧。
9. ↑  名古屋市役所総務局企画部統計課統計係 (2017年7月7日). “平成27年国勢調査　名古屋の町(大字)別・年齢別人口” (xls). 2017年10月8日閲覧。
10. ↑  “データセット情報 国勢調査 / 令和２年国勢調査 / 小地域集計　（主な内容：基本単位区別，町丁・字別人口など） 23：愛知県”.   独立行政法人統計センター. 2022年3月31日閲覧。
11. ↑  “市立小・中学校の通学区域一覧”.   名古屋市 (2018年11月10日). 2019年1月14日閲覧。
12. ↑  “平成29年度以降の愛知県公立高等学校（全日制課程）入学者選抜における通学区域並びに群及びグループ分け案について”.   愛知県教育委員会 (2015年2月16日). 2019年1月14日閲覧。
13. ↑  名古屋市交通局なごや地図ナビ 楠西小学校東2013年8月30日閲覧。
14. ↑  “都市公園の名称、位置及び区域並びに供用開始の期日” (2019年5月1日). 2019年11月3日閲覧。
15. ↑  郵便番号簿 平成29年度版 - 日本郵便. 2019年01月06日閲覧 (PDF)

### 書籍
1. ↑  「角川日本地名大辞典」編纂委員会 1989, p. 356.
2. ↑  名古屋市楠町誌編纂委員会 1957, p. 124.
3. ↑  名古屋の公園100年のあゆみ編集委員会 2010, pp. 129–130.